# Pedro Saravia Fratti
Pedro Jesús Saravia Fratti (nacido el 29 de junio de 1952) es un abogado y político uruguayo perteneciente al Partido Nacional.

## Biografía
Descendiente de Aparicio Saravia por línea paterna. Su hermana Silvia Saravia Fratti está casada con el también político nacionalista Juan Andrés Ramírez.
Graduado como doctor en Derecho por la Universidad de la República.
Durante el gobierno de Luis Alberto Lacalle se desempeñó como Subsecretario (1991-1993) y luego como Ministro  (1993-1994) de Ganadería, Agricultura y Pesca.
Desde 2010 hasta 2015 fue diputado por el departamento de Cerro Largo (ingresó a la Cámara de Representantes ante la renuncia del titular Sergio Botana, quien asumió como Intendente). En 2013 fue 4.º Vicepresidente del cuerpo.
En diciembre de 2013 adhirió a la agrupación de Luis Alberto Lacalle Pou.
Desde febrero hasta julio de 2015, fue Intendente Departamental de Cerro Largo, al ser el primer suplente del reeleccionista Sergio Botana.
Actualmente se encuentra retirado de la política.